# Eozostrodon parvus
Eozostrodon parvus és una espècie de mamaliaforme extint que visqué a finals del Triàsic i principis del Juràssic, fa uns 210 milions d'anys. Originalment se'n descrigueren dues espècies, de les quals actualment només es considera vàlida una. Era un dels protomamífers més grossos, amb més d'un metre de longitud. Com en el cas de molts mamaliaformes, la classificació d'Eozostrodon és incerta.
Com l'ornitorrinc actual, ponia ous, però les cries que en sortien eren alimentades per mitjà de les glàndules mamàries de la seva mare. Les seves dents eren típiques dels mamífers, havent-se diferenciat en molars i premolars amb cúspides triangulars.
Amb el seu llarg musell, les quatre potes, cinc dits, potes amb urpes i una llarga cua peluda, Eozostrodon semblava una musaranya.